# Kennedy Mweene
Kennedy Mweene (Lusaka, 1984. december 11. –) zambiai válogatott labdarúgó, jelenleg a Mamelodi Sundowns játékosa.

## Sikerei, díjai
Mamelodi Sundowns
- Dél-Afrikai bajnok (1): 2013–14

Zambia
- Afrikai nemzetek kupája (1): 2012